# كيلر خان
كيلر خان (باليابانية: キラー・カーン) هو مصارع محترف ومغني ياباني، ولد في 6 مارس 1947 في تسوبامي في اليابان.

## وصلات خارجية
- كيلر خان على موقع CageMatch worker (الإنجليزية)
- كيلر خان على موقع قاعدة بيانات المصارعة على الإنترنت (الإنجليزية)
- كيلر خان على موقع عالم المصارعة على الإنترنت (الإنجليزية)
- كيلر خان على موقع عالم المصارعة على الإنترنت (الإنجليزية)
- كيلر خان على موقع IMDb (الإنجليزية)
- كيلر خان على موقع قاعدة بيانات الفيلم (الإنجليزية)